# Giovanni Romeo
Giovanni Romeo, né à Procida en  1949, est un historien italien.